# Volker Fischer (Designkritiker)
Volker Fischer (* 9. November 1951; † 27. November 2020) war ein deutscher Design- und Architekturkritiker. Er lehrte an der Hochschule für Gestaltung in Offenbach am Main und war bis 2012 Kurator der Design-Abteilung des Museums Angewandte Kunst in Frankfurt am Main.

## Biografie
Fischer studierte Kunstpädagogik, Germanistik, Linguistik und Kunstgeschichte an der Universität Kassel und an der Philipps-Universität Marburg. 1979 wurde er zum Thema Nostalgie promoviert. Von 1980 bis 1981 war er Kulturreferent der Stadt Marburg und von 1981 bis 1994 stellvertretender Direktor des Deutschen Architekturmuseums. In dieser Zeit organisierte er die vielbeachtete Ausstellung "Design Heute". Ab 1992 war er Honorarprofessor an der Hochschule für Gestaltung Offenbach und von 1994 bis 2012 war er Kurator der Design-Abteilung des Museum Angewandte Kunst in Frankfurt. Für den Birkhäuser Verlag (Form) gab er die Reihe Design Klassiker heraus.

## Ausstellungen und Publikationen (Auswahl)
- Nostalgie (Dissertation)
- Revision der Moderne: postmoderne Architektur 1960-1980, 1984
- Vision der Moderne: das Prinzip Konstruktion, 1986
- Design heute: Massstäbe, Formgebung zwischen Industrie und Kunststück, 1988
- Bodenreform: Teppichboden von Künstlern und Architekten, 1989
- Eine Postmoderne Moderne: das neue Haus der Deutschen Leasing, 1990
- 13 nach Memphis. Design zwischen Askese und Sinnlichkeit
- Design aus Portugal: eine Anthologie, 1998
- Stefan Wewerka: architect, designer, object artist, 1998
- Theorien der Gestaltung: Grundlagentexte zum Design, Band 1
- Design Klassiker (Herausgeber der Reihe)
- Richard Meier: der Architekt als Designer und Künstler, 2003
- Stefan Heiliger
- Die Schwingen des Kranichs- 50 Jahre Lufthansa Design, 2006